# Ahlstrom-Munksjö
Ahlstrom tidigare Ahlstrom-Munksjö är ett finländskt skogsindustriföretag som tillverkar bland annat dekorpapper, filter, releasepapper, slipbaspapper, nonwovens, elektrotekniskt isoleringspapper, glasfibermaterial, förpackningar och etiketter.
Företaget bildades 1 april 2017 genom ett samgående av Ahlstrom Oyj och Munksjö Oyj. År 2018 förvärvades den amerikanska specialpapperstillverkaren Expera, med fyra pappersbruk i delstaten Wisconsin och en omsättning på cirka 700 miljoner dollar. Företaget var noterat både på Stockholmsbörsen och på Helsingforsbörsen. I september 2020 lades ett bud på samtliga aktier i företaget av ett konsortium bestående av riskkapitalbolaget Bain Capital, investmentbolaget Ahlström Capital samt ett antal mindre investerare.
Företaget har en omsättning på cirka 3 miljarder euro. Det har omkring 8 000 anställda och 45 produktions- eller konverteringsanläggningar i 14 länder.
Ahlstrom-Munksjö bedriver verksamhet i Europa, Nord- och Sydamerika samt Asien. Större delen av produktionsanläggningarna finns i Europa. Huvudkontoret finns i Helsingfors i Finland.
Ahlstrom-Munksjös kunder finns inom ett antal områden: personbilstillverkare, möbeltillverkare, byggbranschen, vård- och life science-sektorn, livsmedels- och dryckessektorn samt i energisektorn.
Ahlstrom-Munksjö avnoterades från Stockholmsbörsen i maj 2021. I oktober 2022 avknoppades dekorpappersverksamheten och företaget bytte namn till Ahlstrom. Tillverkningen av papper till
plastlaminat fortsätter i dotterbolaget Munksjö.